# Vicente de Lérins
Vicente de Lérins foi um escritor eclesiástico da Gália do século V a quem é atribuída santidade.
Pouco se sabe sobre sua vida, tendo chegado a nós principalmente seu trabalho.
Habitando o mosteiro de Lérins, sob o pseudônimo de Peregrinus (peregrino), escreveu seu Commonitorium (434); presume-se que tenha morrido pouco depois dessa data.
Santo Euquério de Lyon afirmou que Vicente foi notável por sua eloquência e conhecimento.
Vincente era suspeito de semipelagianismo, mas não é claro se ele realmente sustentava essa doutrina, pois tal pensamento não é encontrado no Commonitorium (a única obra que, segundo o papa Bento XIV, se pode ter certeza que é dele). 
O livro Objectiones Vinventianae é conhecido apenas através da refutação de Próspero da Aquitânia; Objectiones Gallorum foi escrito ou, ao menos, inspirado por Vicente.